# 회의주의

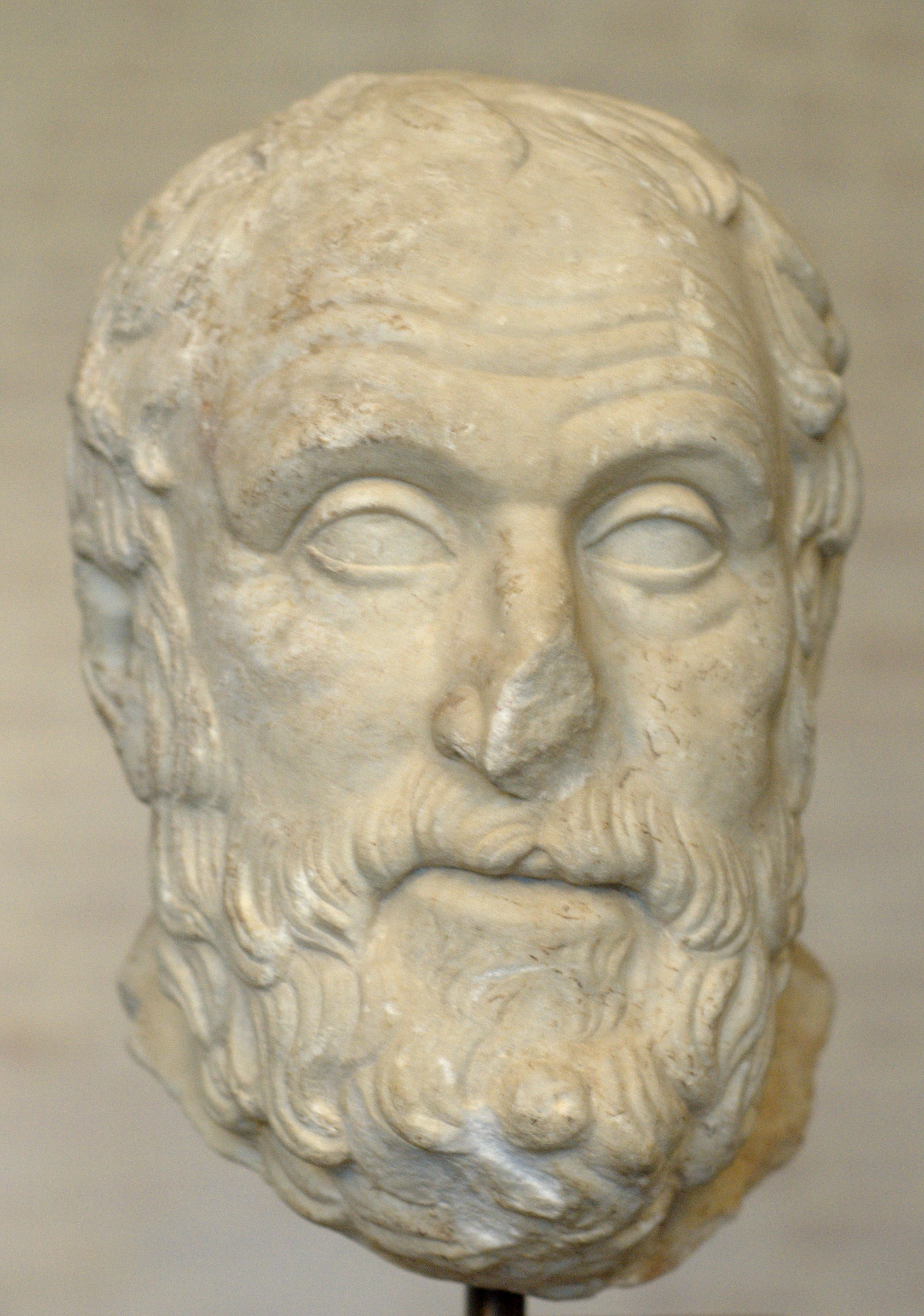

회의주의(懷疑主義, 영어: skepticism) 또는 회의론(懷疑論)은 크게 철학적 회의주의와 종교적·과학적 회의주의로 나뉜다.
회의주의는 인간이 이 세계에 관해서 확실한 지식(진리)을 갖는다는 가능성에 회의를 느끼는 이론 및 그러한 입장이다. 고대에는 정치와 사상의 혼란 속에서 고대 회의주의 철학이 성립했다. 근세에 와서는 중세적인 신의 권위에 대한 회의가 실증적인 자연 연구의 발전과 결부해서 성장하였고, 절대적 진리는 인식 불가능이라는 사상이 특히 데이비드 흄 등에 의해 주장되었다. 그러나 고대 회의주의가 회의를 수행한 결과 "판단중지"에 도달한 데 대하여 근세 데카르트의 경우에는 인간의 의식에 있어서 회의의 작용 그 자체의 확실성을 인정하고 거기에서 근세의 합리론 철학(合理論哲學)을 탄생시켰다. 회의는 소극적인 태도이지만 절대적 진리를 분별없이 받아들이지 않고 비판적이기 때문에 오히려 적극적인 의의를 가질 수도 있다.

## 정의
보통의 용법에서 회의주의(그리스어: σκέπτομαι (skeptomai); 생각하다, 둘러보다, 인식하다라는 뜻)는 다음을 말한다.
1. 일반적으로 또는 특정한 주제에 대하여 확실성에 대하여 의심하는 태도
2. 진정한 지식 또는 특정한 지식은 불확실하다는 교리
3. 보류된 판단, 체계화된 의심 또는 비판의 방법  (Merriam–Webster)

철학에서 회의주의란 더 구체적으로 몇 가지 문제 중에서 하나를 말한다. 이들은 다음에 대한 문제를 포함한다.
1. (어떤 지식을 얻기 위한) 의문
2. 체계적인 의문 또는 지속적인 시험을 통하여 지식을 얻는 방법
3. 윤리적 가치의 독단성, 상대성, 주관성
4. 지식의 한계
5. 지적인 주의(注意), 보류된 판단의 방법

## 철학적 회의주의
철학적 회의주의(Philosophical skepticism)는 방식으로서, 인간의 지식과 인지(perception)가 실제 참인지 여부와, 절대적 지식과 진실이 존재할 수 있다는 개념에 대해 체계적으로 검증하고자 하는 비판적인 철학적 태도이다. 이는 어떤 실증적 주장들(positive statements)의 집합은 신뢰할 만하며 절대적으로 확실하고 진실이라는 주장을 견지하는, 철학적 독단론에 반대하는 것이다.
이들은 회의주의라는 단어보다는 인본주의자라는 용어를 사용하기도 한다. 오래전부터 회의주의 단체가 있었을 수는 있으나, 널리 알려진 단체중에서 현대적인 의미의 회의주의 단체의 모태라고 할 수 있는 단체의 이름도 AHA(American Humanist Association)으로 여기서 인본주의는 신본주의의 반대 개념이지만, 좀 더 확대해서 독단주의에 대한 반대 개념으로 사용되고 있다. 이들을 흔히 세속적 인본주의자들이라고 부르며, 이들의 잠재적 파괴력으로 인하여 기독교 계통에서 가장 적대시 하는 집단이다.
서양의 철학적 회의주의는 고대 그리스 철학에서 유래하였다. 기원전 5세기 그리스 소피스트들은 부분적으로 회의론자였다.
철학적 회의주의에서 피론주의는 진리에 대해 주장하는 것을 삼가는 입장(에포케)이다. 철학적 회의주의자는 (그 스스로가 진리에 대한 주장이 될 수 있으므로) 진리는 불가능하다고 주장하지 않는 대신, 믿음을 보류하라고 권고한다. 이 용어는 진리에 대한 지식은 불가능하다고 주장한, 플라톤주의의 고대 변종인 아카데미아 회의주의와 같은 철학적 회의주의와 비슷한 철학을 묘사하기 위하여 널리 사용된다. 경험론은 철학적 회의주의와 매우 긴밀하게 연관되어 있으나 완전히 같지는 않은 철학이다. 경험론자는 철학적 회의주의와 보편 과학의 실용적 절충이라고 주장하며, 철학적 회의주의는 급진적인 경험론으로 일컬어지기도 한다.
엘리스의 피론은 회의주의 "학파"를 창시한 것으로 알려져 있다. 피론은 인도로 여행하여 나체 수행자들과 공부하였다. 인도에서 피론은 어떤 것도 확실히 알 수 없다는 생각을 가져왔다. 감각은 쉽게 속으며, 이성은 너무나도 쉽게 욕망을 따른다. 피론주의는 기원전 1세기에 피론의 제자인 아이네시데모스가 설립하고, 2세기 후반이나 3세기 전반에 섹스투스 엠피리쿠스가 기록한 학파이다. 신아카데미아에서 아르케실라오스와 카르네아데스는 완전한 진실과 거짓의 개념을 불확실한 것으로서 거부하는 더욱 이론적인 개념을 발달시켰다. 카르네아데스는 지식의 완전한 확실성은 불가능하다고 주장하며 독단론자들, 특히 스토아 지지자들을 비판하였다. 섹스투스 엠피리쿠스는 경험론의 일면을 지식에 대한 주장을 위한 기반으로 포함시켜 회의주의 철학을 더 발전시켰다.
그리스 회의론자들은 스토아주의자들을 교조주의라고 비판하였다. 회의론자에게 논증의 논리적 방식은 그 다음의 명제에 의지하지 않고는 참이나 거짓이라고 말할 수 없는 명제에 의지하고 있기 때문에 옹호될 수 없는 것이었다. 이것은 후퇴 논증(regress argument)이었으며, 이것으로 모든 명제는 그 타당성을 유지하기 위하여 다른 명제에 의존하여야 한다. 회의주의자들은 두 명제는 순환 논증을 유발하기 때문에 서로에게 의존할 수 없다고 주장하였다. 회의론자들에게 이러한 논리는 진리에 관해서는 불충분한 방법이며, 그것이 해결했다고 주장하는 만큼 많은 문제를 야기할 수 있다고 주장하였다. 이들에게 진리는 필연적으로 손에 넣을 수 없는 것이 아니라 아직 순수한 형태로 존재하지 않는 "생각"이었다. 회의주의는 진리의 가능성을 부정하는 것으로 비판받았으나 사실 논리학자들은 진리를 발견하지 못한다고 주장한 비판적 학파로 보인다.
근대에 이르러 회의주의를 피하기 위한 노력으로 대표적인 합리론자 르네 데카르트는 자신의 저서《성찰》에서 의심할 수 없는 절대적 진리에 도달하기 위한 논증을 펼쳤다. 데카르트는 후에 이 진리를 "나는 생각한다. 고로 나는 존재한다"로 정식화하였는데, 그가 이 진리를 찾아낸 방법은 꿈과 악마로부터 유래한 이른바 '방법적 회의'였다. 한편 역사가들은 대개 데이비드 흄의 철학을 회의주의의 연장으로 보며, 흄은 인과론을 회의한 것으로 널리 알려져 있다. 흄의 철학은 자신의 독자적인 비판 철학을 완성한 이마누엘 칸트에 많은 영향을 미쳤다. 현대에 철학적 회의주의를 전개한 것으로 유명한 인물은 버트런드 러셀 등이 있다.

## 종교적 회의주의·과학적 회의주의
증거가 불충분한, 범상하지 않은(extraordinary) 주장들의 진실성에 의문을 가지고 엄격한 과학적 방법으로 검증 혹은 반증하려는 과학적(실용적) 태도를 가진다. 과학적 회의주의자는 철학적 회의주의자와 달리 절대적인 진리, 지식의 존재 가능성 여부를 의심할 필요는 없다.
종교적 회의주의(Religious skepticism)와 과학적 회의주의(Scientific skepticism)는 철학적 회의주의와 별다른 관계가 없다. 종교적 회의주의란, 종교적인 주장에 대한 회의론자를 말하는 것이고, 과학적 회의주의란 과학적 방법론을 사용하지 않는 불가사의하고 초자연적인 주장 등에 회의적이거나 지나친 과학적 원리주의에 근거하여 비선형적 현상을 무조건 부정하는 주장에 대해 회의하는 주의이다. 이들은 대부분 고전적 철학적 회의주의의 추종자들이 아니다. 철학적 회의주의자들이 절대적 지식의 존재에 회의적인 반면, 종교적·과학적 회의주의자들은 범상하지 않은 주장들을 받아들이기 전 합당한 증거를 요구할 뿐이다. 과학적 회의주의자들은 비판적 사고를 한다.
유명한 과학적 회의주의자로는 칼 세이건, 제임스 랜디, 마틴 가드너, 리처드 도킨스, 리처드 파인먼이 있다. 이들은 각종의 신비주의나 이른바 의사 과학, 즉 수맥, 심령치료, 점, 굿, 창조과학, 침술 등에 대해 비판적이다. 다시 말해 회의적이다.
수학자이며 퍼즐전문가이고, 국내에도 이미 이야기 패러독스라는 책으로 유명한 마틴 가드너의 회의주의 명저 《Fads and Fallacies in the Name of Science》로 인하여 많은 사람들이 회의주의에 관심을 가지게 되었다. 마틴 가드너 이후, 마술사 제임스 랜디(James Randi)에 의해서 초능력의 허구성이 폭로되었고, 그 과정에서 초능력을 실연하는 사람들에 100만 달러를 제공하겠다는 내기(challenge)가 생겼으며 이 도전은 아직도 유효하다. 이른바 이와 같은 디벙커(debunker)들이 기존의 초능력이나 사기극을 밝혀냈던 것이다.
칼 세이건은 《악령이 출몰하는 세상》이라는 회의주의 저서에서 각종 음모론과 유사과학을 비판하면서 과학적 회의론의 정수를 보여주었다. 실제로 그는 저술과 강연으로 과학의 대중적 보급에 노력하면서, 그 과정에서 사회적으로 각종 이념이나 종교에 대한 맹신을 거부하는 회의주의 전파를 목적으로 삼았다. 리처드 파인먼 역시 회의주의 운동에 관심을 가졌으며, 최근에 가장 활발한 활동을 하는 과학자로는 리처드 도킨스가 있다. 최근 저서 《만들어진 신》(God delusion)로 무신론을 강하게 주장했다.

## 회의주의에 대한 오해
회의주의를 또 하나의 믿음으로 해석하는 것은 매우 잘못된 행위이다. 이 문제는 미국 및 한국에서 초기부터 나타난 부작용이다. 예를 들어 초능력 문제가 나오면, "나는 초능력 안 믿습니다. 저는 회의주의자입니다."라는 식의 표현은 맹신론자 만큼 위험한 독단주의에 빠져있음을 나타내는 것이다. 회의주의는 믿음이라기보다는 방법론이기 때문이다. 그러므로 회의주의자들은 속지 않는 방법에 대해서 나름대로의 지침서 등에 관심은 가져도 회의주의가 무엇인가에 대해서는 관심이 거의 없다.
회의주의자들 사이에서도 의사소통의 문제가 발생하기도 하는데, 이러한 문제는 미국에서는 화성효과 사건을 계기로 드러났다. 이 사건은 CSICOP의 초기에 발생한 사건으로 이로 인하여 일부 회의주의자들이 회의주의 단체를 탈퇴하였다. 특히 이 사건은 탈퇴한 회원들이 화성효과가 있다고 믿었기 때문이 아니라, 조사한 과정에 문제를 제시했기 때문이라는 점에서 매우 불행한 사고로 기록되고 있다.
그러나, 그 이후로 회의주의는 발전을 거듭하여 오늘에 이르게 되었으며, 충분한 저서와 기사등으로 인하여 의사소통의 문제는 거의 사라진 상태이다.

## 같이 보기
- 디벙커(Debunker)
- 사이비 회의주의
- 의사과학
- 의사 역사학
- 지루함
- 허무주의
- 생리학
- 영혼
- 보이드(void)
- 병맛
- 초현실주의
- 부조리

## 참고 문헌
- 이 문서에는 다음커뮤니케이션(현 카카오)에서 GFDL 또는 CC-SA 라이선스로 배포한 글로벌 세계대백과사전의 내용을 기초로 작성된 글이 포함되어 있습니다.